# ران دوناکی
ران دوناکی (انگلیسی: Ron Donachie؛ زادهٔ ۲۶ آوریل ۱۹۵۶) بازیگر تئاتر، سینما و تلویزیون اهل بریتانیا است. وی از سال ۱۹۸۰ میلادی تاکنون مشغول فعالیت بوده‌است.
او دانش‌آموختهٔ «کالج مَدرس» در شهر سنت اندروز و دانشگاه گلاسگو است و در سال ۱۹۷۹ در رشتهٔ ادبیات انگلیسی و نمایش فارغ‌التحصیل شد.

## گزیدهٔ آثار

### سینما
- موشک سازی: اثر نامبی (۲۰۲۲)
- بلیتز (۲۰۱۱)
- ساقدوش (۲۰۰۸)
- پرنده اسکاتلندی (۲۰۰۶)
- تایتانیک (۱۹۹۷)
- کتاب جنگل (۱۹۹۴)

### تلویزیون
- دانتون ابی (۲۰۱۲)
- بازی تاج و تخت (۲۰۱۲–۲۰۱۱)
- دکتر هو (۲۰۰۶)
- هیمیش مکبث (۱۹۹۷-۱۹۹۵)